# Nord-Est de Bahia
 (février 2025).
Si vous disposez d'ouvrages ou d'articles de référence ou si vous connaissez des sites web de qualité traitant du thème abordé ici, merci de compléter l'article en donnant les références utiles à sa vérifiabilité et en les liant à la section « Notes et références ».
Le Nord-Est de Bahia est l'une des 7 mésorégions de l'État de Bahia. Elle regroupe 70 municipalités groupées en 6 microrégions.

## Données
La région compte 1 517 182 habitants pour 56 335 km2.

## Microrégions[1]
La mésorégion du Nord-Est de Bahia est subdivisée en 6 microrégions:
- Alagoinhas
- Entre Rios
- Euclides da Cunha
- Jeremoabo
- Ribeira do Pombal
- Serrinha